# فهرست وحشی‌گری‌های نیروی‌های انتظامی جمهوری اسلامی ایران
این فهرستی از موارد قابل توجه وحشیگری پلیس در کشور ایران است.
- ۲۰۰۹: در طی اعتراضات عاشورا در چندین شهر، نیروهای امنیتی به سمت معترضان آتش گشودند و این در حالی است که روز عاشورا، یک روز مقدس شیعیان و «به‌طور نمادین دربارهٔ عدالت» است که در آن هر نوع خشونت ممنوع است.[۱][۲] نیروهای امنیتی در ابتدا گزارش‌های مربوط به مرگ را تکذیب کردند و گفتند که پلیس مسلح نبوده‌است. با این حال، تلویزیون دولتی بعداً به فوتی‌ها اعتراف کرد.[۳][۴] یک فیلمبردار آماتور صحنه‌ای را در این روز ضبط کرده‌است که یک کامیون امنیتی عمداً از روی معترضان در حال عبور است.[۵] در فیلم دیگری نشان داده می‌شود که یک نیروی امنیتی لباس شخصی مستقیماً به سمت معترضان شلیک می‌کند.[۶]
- ۲۰۱۰: در طی اعتراضات انتخاباتی، پلیس و گروه شبه‌نظامی بسیج، نه تنها آشوب بلکه تظاهرات مسالمت‌آمیز را با استفاده از باتون، اسپری فلفل، چوب و سلاح گرم سرکوب کردند. دولت ایران، مرگ ۳۶ تن را در جریان اعتراضات تأیید کرد.[۷] این در حالی است که گزارش‌های تأیید نشده هواداران موسوی ادعا می‌کردند که طی سه ماه پس از انتخابات مورد مناقشه، ۷۲ کشته بر جای مانده‌است.[۸][۹]
- ۲۰۱۸: در پی اعتراضات دی ماه سال ۱۳۹۶ هجری خورشیدی طبق گزارش رسانه‌های ایران، تا یازدهم دی ماه، در کل ۱۲ تن در جریان اعتراض‌ها کشته شده‌اند[۱۰]؛ به گفته وبگاهی که مسائل حقوق بشر در شرق کردستان را پوشش می‌دهد در تظاهرات ۹ دی ۱۳۹۶ دورود استان لرستان بر اثر تیراندازی نیروهای امنیتی لرستان ۷ نفر کشته شدند[۱۱]؛ سید حمیدرضا کاظمی، نمایندهٔ پل‌دختر لرستان تیراندازی پلیس به متعرضان را تأیید کرد،[۱۲][۱۳] هدایت‌الله خادمی نماینده ایذه استان خوزستان کشته شدن دونفر از متعرضان و زخمی شدن تعدادی خوزستانی در شب ۱۰ دی ۱۳۹۶ را تأیید کرد اما از هویت تیراندازان ابراز بی‌اطلاعی کرد.[۱۴] اصغر هدایت فرماندار فلاورجان کشته شدن ۶ نفر از متعرضان که به کلانتری قهدریجاندر استان اصفهان حمله کرده بودند را تأیید کرد، به گفته او «اغتشاش‌گران تا زمانی که وارد حیاط کلانتری شهر قهدریجان شدند، عوامل کلانتری رأفت خود را نشان دادند اما زمانی که قصد خلع سلاح آن‌ها را داشتند با قاطعیت با اغتشاش‌گران برخورد به عمل آمد.»[۱۵] به‌طور کل تعداد کشته شدگان دست کم ۵۰ نفر[۱۶][۱۷] و تعداد زخمی‌ها ۱۰۰ نفر زخمی در ۱۰ دی[۱۸] و ۶ نفر در ۹ دی اعلام شد.
- ۲۰۱۸: در اعتراضات بهمن و اسفند ۱۳۹۶ در گلستان هفتم ۶ تن کشته و بیش از ۱۸۰ درویش معترض به دست مأموران نیروی انتظامی زخمی و مجروح شدند. این اعتراضات با ضرب و شتم خشونت بار دراویش، شلیک گلوله ساچمه‌ای، سلاح سرد توسط بسیج و استفاده از ماشین آبپاش در ۴ صبح یک اسفند ۱۳۹۶ پایان یافت.[۱۹] در بین مجروحان شکوفه یداللهی در اثر ضربات شدید حس بویایی خود را از دست داد و دستکم دو درویش دیگر به نام‌های احمد براکوهی[۲۰] و محسن نوروزی[۲۱] بینایی یک چشم خود را در اثر اصابت گلوله ساچمه‌ای از دست دادند.
- ۲۰۱۸: در پی اعتراضات مرداد ماه ۱۳۹۷ هجری خورشیدی در ایران گزارش‌ها و ویدئوهایی از دخالت لباس شخصی‌ها و ضرب شتم معترضان توسط آن‌ها منتشر شد. مأموران در اصفهان و کرج با استفاده از آب پاش، افشانه فلفل و گاز اشک آور اقدام به مقابله با تظاهرکننده‌ها و مردم نمودند. مردم نیز در پاسخ با پرتاب سنگ و آتش زدن لاستیک و حتی درگیری فیزیکی مستقیم اقدام به مقابله به مثل علیه نیروهای امنیتی کردند.[۲۲]
  - آسوشیتدپرس ۴ اوت برابر با ۱۳ مرداد گزارش داد: «مردی که در تظاهرات در ایران شرکت کرده بود به ضرب گلوله کشته شد.»[۲۳] دادستان عمومی و انقلاب کرج، با تأیید خبر کشته شدن یک جوان ۲۶ ساله در جریان اعتراضات در گوهردشت کرج، اعلام کرد این جوان که «در بین تجمع‌کنندگان بوده، از سوی آن‌ها از پشت سر مورد اصابت گلوله قرار گرفته و کشته شده‌است.» او همچنین از «مجروح شدن سه نفر از نیروهای پلیس با سنگ و چاقو» خبر داد.[۲۴]
  - برخی از رسانه‌ها نیز خبر کشته شدن یک نفر به ضرب گلوله در جریان ناآرامی‌های جمعه شب ۱۲ مرداد در شهر کرج را گزارش کردند. براساس همین گزارش‌ها در شهر کرج دست‌کم ۲۰ نفر بازداشت شده‌اند.[۲۵]
- ۲۰۱۹: در طی اعتراضات آبان ماه سال ۱۳۹۸ هجری خورشیدی در ایران تصاویر فراوانی که توسط شهروندان گرفته شده‌است، نشان می‌دهد که نیروهای امنیتی، سپاه پاسداران و بسیج با استفاده از سلاح‌های جنگی در نقاط مختلف کشور، به سوی معترضان به صورت مستقیم و هدفمند تیراندازی مستقیم کرده‌اند.[۲۶] عفو بین‌الملل در گزارشی که مبتنی بر تحقیقات چند ماهه است ذکر می‌کند که «به جز چهار مورد، همه قربانیان بر اثر اصابت گلوله‌های نیروهای امنیتی – از جمله اعضای سپاه پاسداران و بسیج و مأموران نیروی انتظامی – جان باخته‌اند؛ گلوله‌های مرگبار این نیروها اغلب به سمت سر یا بالاتنهٔ قربانیان شلیک شده، و این نشان می‌دهد که هدف آنان شلیک به قصد کشتن بوده‌است.»[۲۷] در موردی همچون ماهشهر، تصاویر نشان می‌دهد که نیروهای سپاه پاسداران با استفاده از سلاح‌های نیمه سنگین جنگی، همچون دوشکاو تیربار، معترضان را هدف قرار دادند.[۲۸] تلویزیون ایران معترضان در ماهشهر را اغتشاش‌گرانی خواند که قصد تصرف پتروشیمی ماهشهر را داشتند.[۲۹] همچنین برخی گزارش‌های شهروند خبرنگاران نشان می‌دهد که با حمله نیروهای امنیتی به معترضان که اقدام به بستن جاده ماهشهر کرده بودند، آن‌ها به سمت نیزار حاشیه شهرک چمران گریخته و در آنجا با رگبار سنگین نیروهای امنیتی مواجه شدند.[۳۰][۳۱] خبرگزاری فرانسه در گزارشی تحقیقی نشان می‌دهد که بیش از ۷۵۰ تصویر و ویدئو از تیراندازی توسط نیروهای امنیتی و کشته و زخمی شدن معترضان به جای مانده‌است.[۳۲] خبرگزاری‌ها و سازمان‌های حقوق بشری خارج از کشور، بر اساس تحقیقات و منابع خود، تعداد کشته‌ها را از چند صد نفر تا ۱۵۰۰ نفر اعلام کردند. این در حالی است که مقامات رسمی جمهوری اسلامی ایران از اعلام کردن تعداد کشته شدگان سر باز می‌زنند.[۳۳] در میان کشته‌شدگان به دست نیروهای امنیتی، دست کم مشخصات ۲۳ کودک نیز وجود دارد.[۳۴] در ۱۰ خرداد ۱۳۹۹ وزیر کشور در یک برنامهٔ تلویزیونی گفت «حدود ۴۰ یا ۴۵ نفر یعنی حدود ۲۰ درصد کشته‌شدگان آبان، افرادی بودند که با سلاح‌های غیر سازمانی کشته شدند.»[۳۵] از این سخن چنین بر می‌آید که بین ۲۰۰ تا ۲۲۵ نفر که در اعتراضات آبان ۱۳۹۸ کشته شده‌اند، ۸۰ درصد آن‌ها با شلیک نیروهای دولتی جان خود را از دست داده‌اند.[۳۶]
- ۲۰۲۲: مهسا امینی، دختر کرد ۲۲ ساله ایرانی بود که توسط گشت ارشاد دستگیر و کشته شد. نیروی انتظامی و قوه قضائیه از همان ساعات ابتدایی که هیچ بررسی ای صورت نگرفته بود، مدعی سکته کردن وی بودند. این فاجعه سرآغاز شروع خیزش سراسری ۱۴۰۱ در ایران شد، که مجدداً نیروی انتظامی شروع به سرکوب وحشیانه مردم نمود.[۳۷][۳۸][۳۹]